# Accipiter cooperii
Lo sparviere di Cooper (Accipiter cooperii (Bonaparte, 1828)) è un uccello rapace della famiglia degli Accipitridi diffuso dal Canada meridionale all'Honduras.

## Descrizione

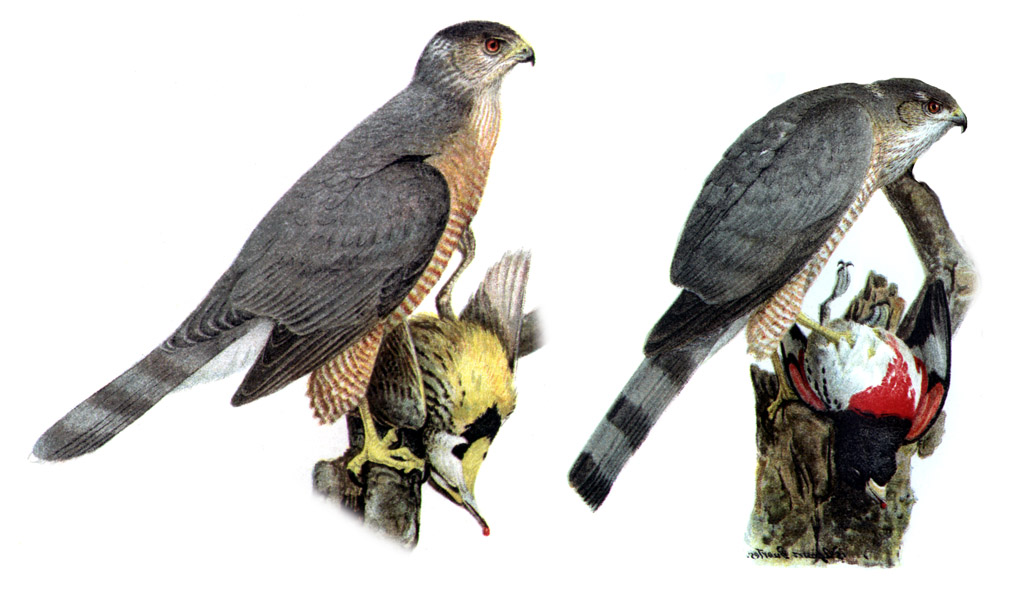
Maschio di sparviere di Cooper (a sinistra) e femmina di sparviere americano (a destra).

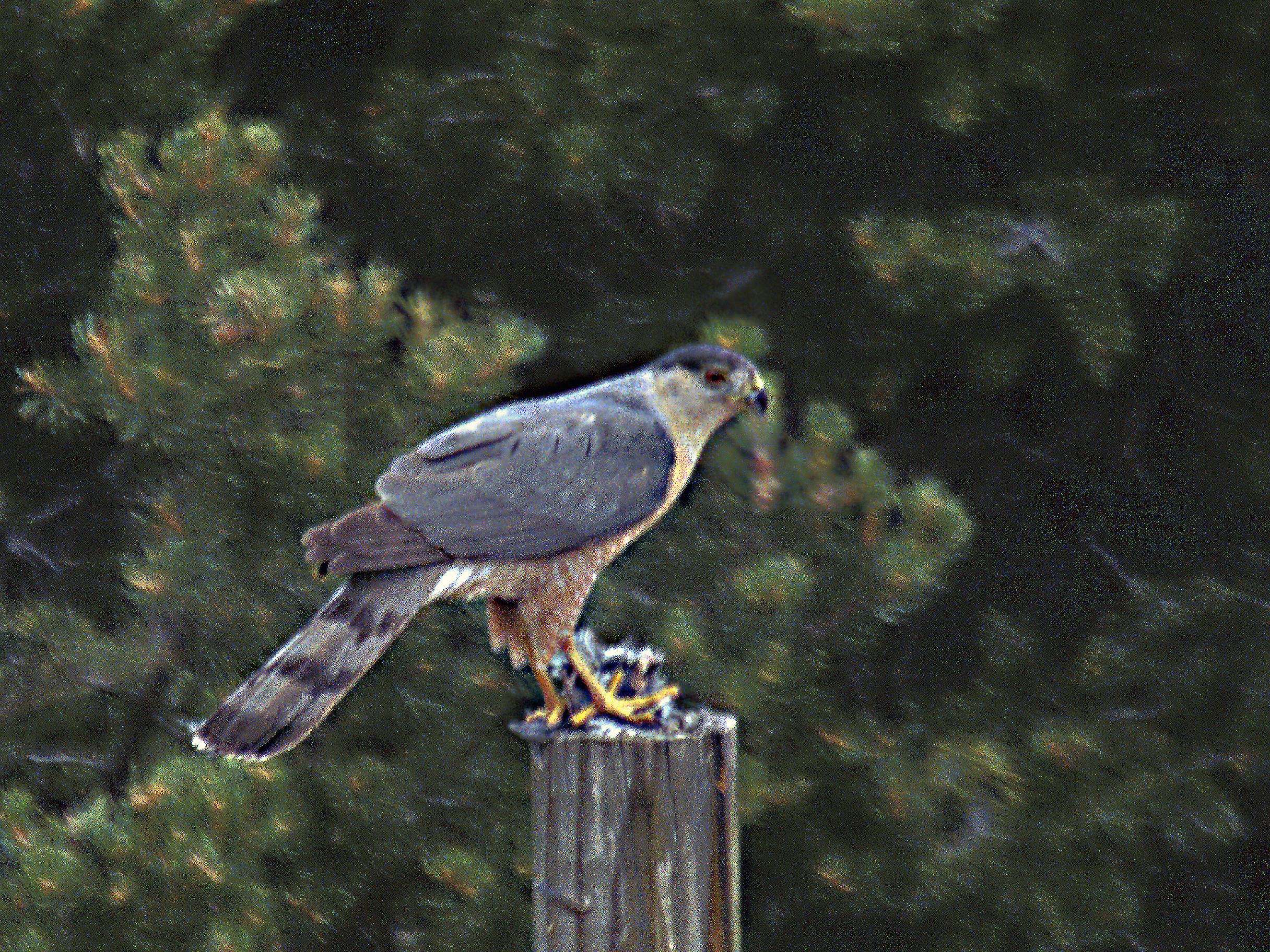
Un esemplare ha catturato un fringuello in un cortile.

### Dimensioni
Misura 37–47 cm di lunghezza, per un peso di 276-388 g nel maschio e di 461-701 g nella femmina; l'apertura alare è di 64–87 cm.

### Aspetto
Gli sparvieri di Cooper hanno una sagoma molto caratteristica, con ali brevi dalle estremità arrotondate e una lunga coda con larghe bande scure. In volo, il collo sembra essere molto allungato, il che conferisce loro l'aspetto di una «croce volante». Gli adulti hanno gli occhi rosso-arancio, un cappuccio scuro e parti superiori blu-grigiastre. Le parti inferiori sono bianche con sottili barre rossastre. La coda è di colore grigio-bluastro sulla parte superiore e di colore chiaro su quella inferiore. Sulle rettrici vi sono 4 o 5 barre trasversali scure separate l'una dall'altra a intervalli regolari. La cera è di colore verde-giallastro, il becco è nero con la base blu. Zampe e piedi sono giallo-limone.
La femmina è abbastanza simile al maschio. Tuttavia, presenta dimensioni leggermente maggiori, con un peso e un'apertura alare significativamente più grandi. Inoltre, è spesso priva di riflessi bluastri sulle parti superiori. Le parti inferiori sono nettamente meno marcate di quelle del maschio. Il cappuccio e la nuca sono nerastri. Il resto delle parti superiori varia dal marrone al nero. I giovani assomigliano alle femmine. Le piume delle parti superiori sono di colore marrone medio con margini fulvi. Le parti inferiori sono bianco-crema striate di nero. L'iride è grigio-bluastra. Il becco è grigio con la punta nera. Zampe e piedi sono giallo-verdastri.

### Voce
Quando è allarmato, lo sparviere di Cooper produce un kac-kac-kac o un kuck-kuc-kuc penetrante.

## Biologia
Gli sparvieri di Cooper cacciano abitualmente a partire da posatoi nascosti, ma possono anche inseguire le loro prede attraverso il folto fogliame delle fitte foreste. La buona riuscita della loro impresa dipende quasi interamente dall'effetto sorpresa. Contrariamente ad altri rapaci dell'America del Nord, non è un opportunista. Pianifica attentamente tutti i suoi attacchi, rimanendo nascosto agli occhi della vittima finché questa non si allontana abbastanza dal luogo in cui esso è appostato, lasciandole poche possibilità di sfuggirgli. Alcune prede vengono catturate anche sul terreno e tra i rami, e perfino dopo che è calata la notte. Gli esemplari più esperti di solito effettuano un solo tentativo di cattura e rinunciano rapidamente se ritengono che l'inseguimento sia destinato a fallire.
Come per lo sparviere americano, non sappiamo molto riguardo alle parate di questa specie. Si pensa che siano abbastanza simili a quelle di altri accipitridi dell'America del Nord. Gli sparvieri di Cooper cercano di attirare una femmina nel loro territorio e di tenere altri maschi fuori dalla loro zona di influenza grazie a voli abbastanza dimostrativi dove mettono in mostra la parte chiara del sottocoda. I maschi effettuano anche voli spettacolari durante i quali sollevano le ali ben al di sopra del dorso e danno dei lenti battiti d'ala ritmati, un po' come quelli dei succiacapre del genere Chordeiles. Nelle calde giornate soleggiate, verso mezzogiorno, le coppie volano insieme, alternando acrobazie e planate, senza dubbio per rafforzare i legami coniugali.
I maschi mostrano un forte attaccamento al loro territorio tradizionale, nel quale si possono trovare circa sei vecchi nidi. Questi territori vengono occupati in media per tre anni consecutivi (rispetto ai 2 anni dello sparviere americano e dei 5 anni dell'astore comune).

### Alimentazione

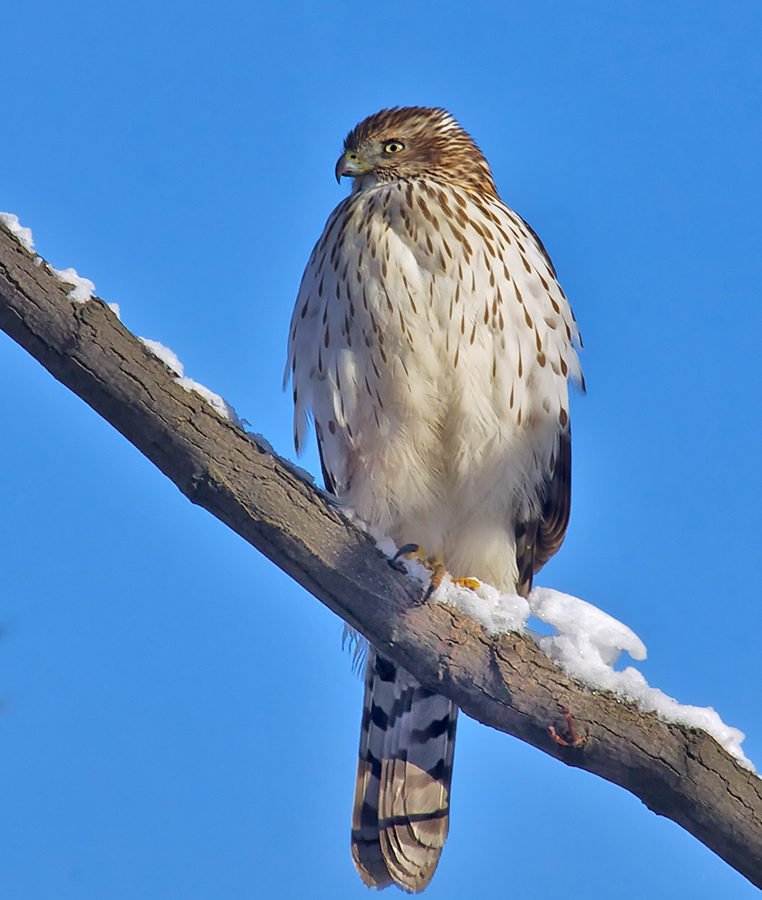
Un esemplare immaturo in inverno.

Il menu può variare a seconda delle regioni. Negli stati situati nella parte orientale del suo areale, quasi l'80% delle prede è costituito da uccelli, mentre in quelli occidentali e sud-occidentali i mammiferi e le lucertole rappresentano circa la metà delle vittime. In tutti i casi, gli uccelli formano una parte molto importante della dieta: pettirossi americani, ghiandaie, picchi, storni, itteridi e tortore sono quelli che vengono catturati più di frequente, ma le dimensioni delle prede catturate possono variare da quelle delle parule a quelle del fagiano comune. Tra i mammiferi compresi nella sua dieta figurano principalmente roditori come tamia e scoiattoli di terra. Anche in questo caso, la differenza di dimensioni può essere considerevole, dai minuscoli topi alle lepri. Il menu è spesso integrato con lucertole, rane, serpenti e insetti di grandi dimensioni. Nei giardini dove sono state installate mangiatoie, gli sparvieri di Cooper sembrano concentrarsi sui piccoli passeracei canori che catturano lanciandosi in picchiata da un posatoio.

### Riproduzione
Gli sparvieri di Cooper nidificano nelle zone boschive, spesso nelle radure create dalle attività umane. Le coppie riproduttrici costruiscono un nido fatto di rami su un grosso albero a grande altezza dal suolo. Scelgono abitualmente alberi più vecchi e siti più elevati rispetto alla poiana alilarghe o alla poiana spallerosse. I nidi sono molto distanti gli uni dagli altri, generalmente più di due chilometri. Sono spesso dissimulati da ciuffi di vischio, che forniscono una protezione efficace contro i predatori aerei. La maggior parte delle volte, è la femmina che sceglie la posizione in cui edificare il nido, ma è il maschio che si prende cura del grosso della costruzione. Durante la costruzione del nido, i partner si accoppiano più volte al giorno e le copule sono accompagnate da grida emesse in duetto. La deposizione delle uova ha luogo generalmente al mattino presto. La femmina depone da 3 a 6 uova blu-cobalto, ciascuna del peso di circa 40 grammi. L'incubazione dura da 30 a 36 giorni.
Alla schiusa, i nidiacei pesano circa 28 g, misurano 9 cm e sono ricoperti da un piumino bianco. Prendono il volo quando hanno raggiunto l'età di 25-34 giorni, ma tornano regolarmente al nido e continuano a dipendere dai loro genitori per il cibo ancora per altre 4 settimane. I giovani iniziano a cacciare da soli quando hanno 8 settimane. Talvolta le uova vengono razziate da procioni, corvi o altri sparvieri di Cooper. Quando si occupano dell'alimentazione dei giovani, gli adulti abbandonano raramente le loro prede e sono forti a sufficienza per resistere al cleptoparassitismo dei gufi reali e delle poiane codarossa.

## Distribuzione e habitat
A differenza dello sparviere americano (Accipiter striatus), che frequenta le foreste miste dominate dalle conifere, lo sparviere di Cooper denota una certa preferenza per i boschi di latifoglie e per le zone boschive aperte. Si incontra di frequente nei boschetti residui, nelle foreste che costeggiano i corsi d'acqua o nelle piantagioni dove gli alberi sono distanziati tra loro. Tende ad abbandonare le fitte foreste dove gli alberi sono ravvicinati e il piano superiore forma un rivestimento continuo. Nelle grandi foreste, lo sparviere di Cooper si tiene ai loro margini, lungo le strade che ne interrompono la continuità, nelle radure e in ogni altro spazio aperto creato da un fiume o dai bordi di un lago. Nelle regioni montuose, si insedia a quote più modeste e in climi più clementi dello sparviere americano. Lo sparviere di Cooper occupa un territorio di nidificazione relativamente vasto, spesso superiore a 300 ettari. Per questo motivo, nelle zone in cui è presente, la densità di esemplari è relativamente bassa.
Gli sparvieri di Cooper sono endemici del continente nordamericano. Il loro areale di nidificazione si estende dal Canada meridionale al Messico settentrionale e la loro distribuzione è considerata più meridionale di quella dello sparviere americano e dell'astore comune, che sono gli altri due grandi accipitridi dell'America del Nord. Le popolazioni che nidificano in Canada e negli stati settentrionali degli Stati Uniti migrano verso il sud in inverno: alcuni esemplari si spingono fino a Panama. La specie è monotipica, cioè non è divisa in sottospecie.

## Conservazione
Nel corso del XX secolo, la specie è diminuita drasticamente a causa dell'uso dei pesticidi, in particolare del DDT. Dopo il divieto di questo prodotto nel 1972, la popolazione è leggermente aumentata. La specie è stato a lungo perseguitata dall'uomo a causa della reputazione secondo la quale essa attaccherebbe i volatili presenti nei pollai. Talvolta, negli Stati Uniti, viene ancora oggi chiamata chicken hawk («poiana dei pulcini»). Lo sparviere di Cooper gode attualmente di misure protettive. L'unico pericolo che grava ancora sulla sua sopravvivenza è il degrado del suo habitat. Ciononostante, la specie è classificata dalla IUCN come «a rischio minimo» (Least Concern).